# Rivière Clifton
Rivière Clifton är ett vattendrag i Kanada.   Det ligger i provinsen Québec, i den sydöstra delen av landet, 300 km öster om huvudstaden Ottawa.
I omgivningarna runt Rivière Clifton växer i huvudsak blandskog. Runt Rivière Clifton är det mycket glesbefolkat, med 4 invånare per kvadratkilometer.